# Trapets (segling)

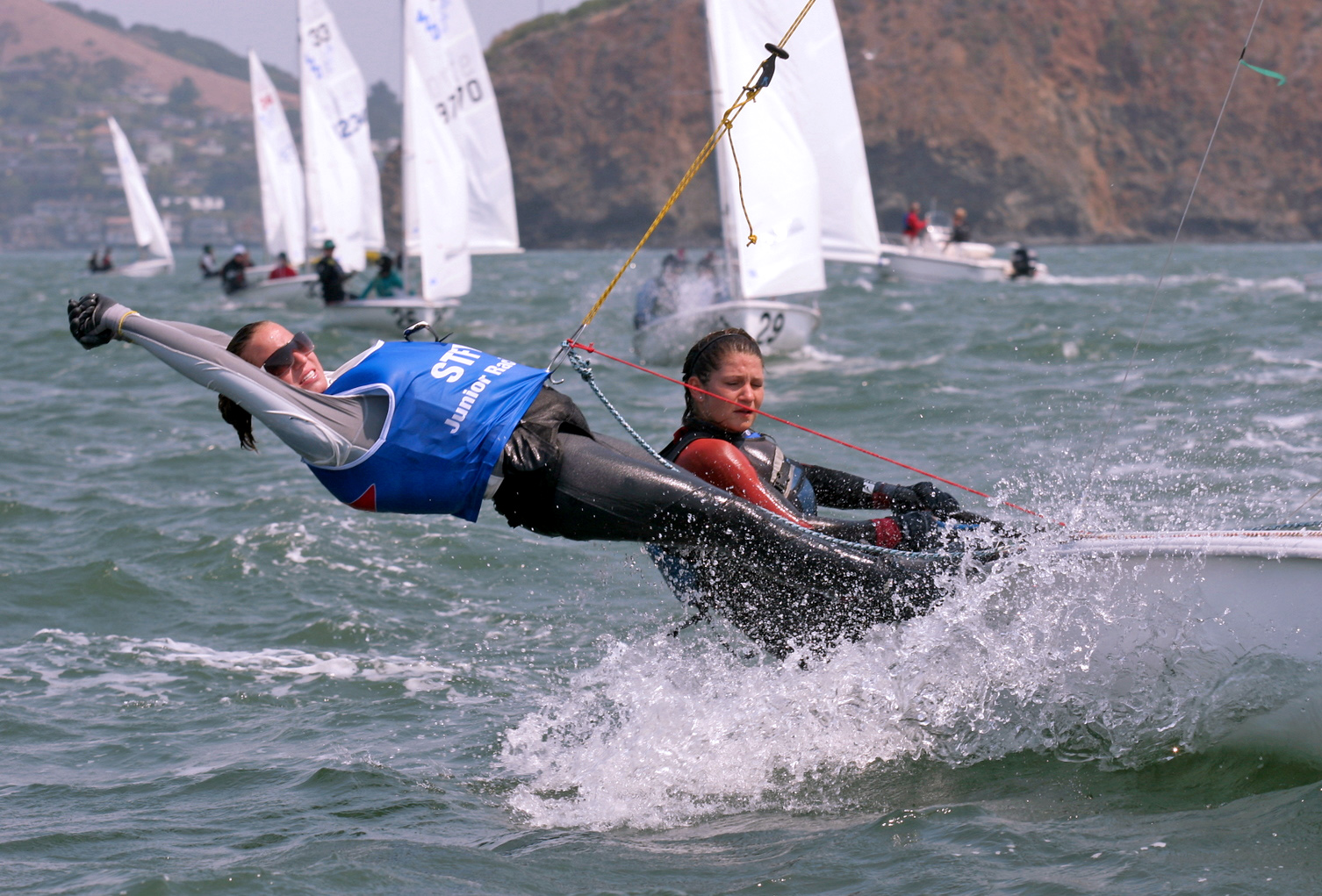
470 seglas med gast i trapets. I bilden sträcker gasten ut armarna bakåt för att få ut kroppstyngd och hålla jollen plan.

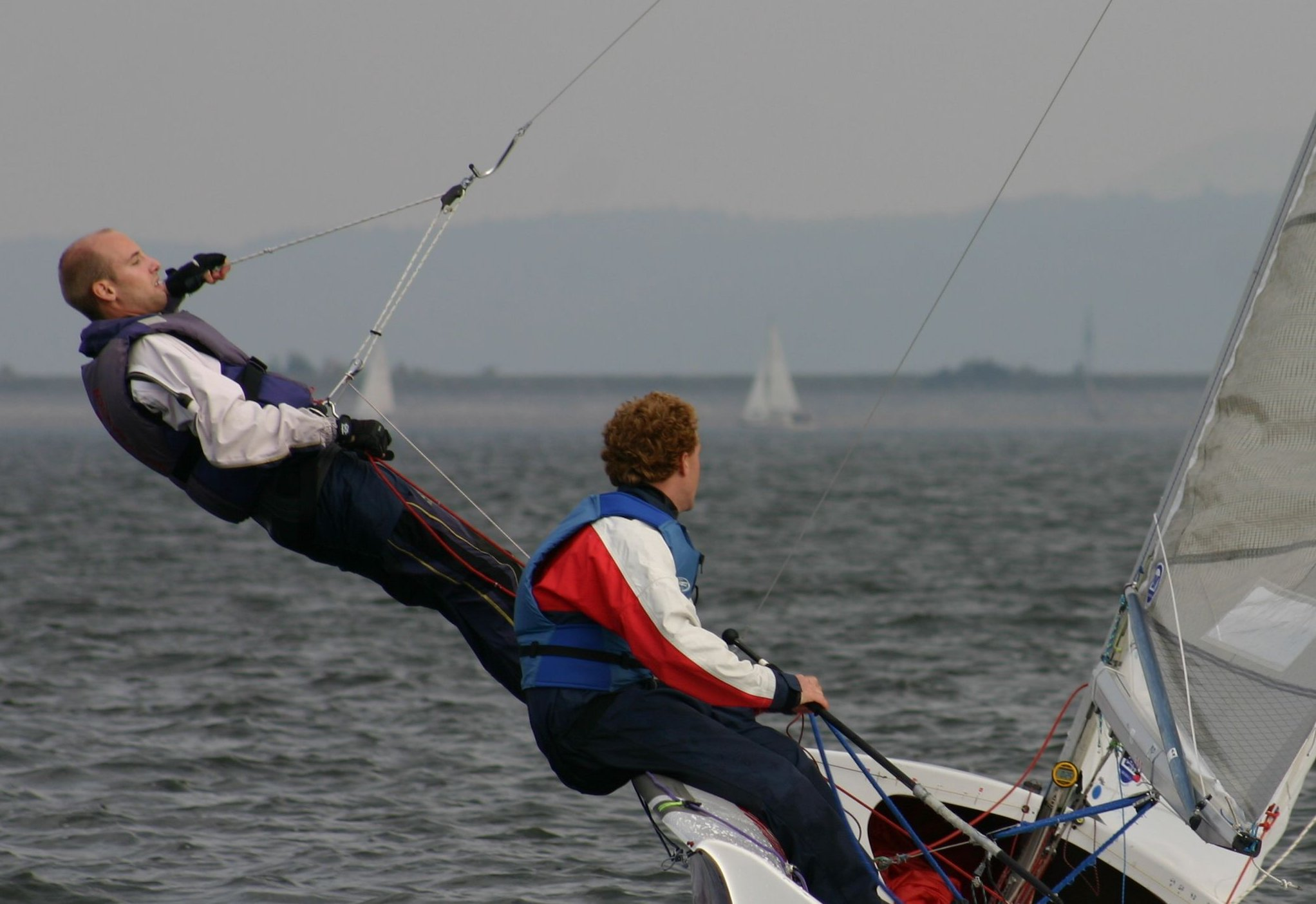
Gasten på denna 505a justerar sin höjd i trapetsen med hjälp av en lina.

Inom segling, refererar trapets till en anordning som används för att med hjälp av besättningens kroppsvikt agera hävstångsvikt för att tynga ned en segelbåt eller vanligtvis en segeljolle eller katamaran genom att vara motvikt till vindens tryck i seglen. En trapets är en vajer som är fäst i masttoppen, ofta där vant fästs in, trapetsen har sedan en trapetsring som är en ögla, ofta i kombination med ett block för att justera vinkeln man hänger i. För att en besättningsmedlem ska kunna fästa sig i trapetsöglan användes en trapetssele, som är en sele med en krok i midjehöjd. När seglaren är ikrokad kliver denne ut på relingen och lutar sig ut i lovart för att båten inte ska kantra. Många moderna trapetsselar, eller trapetsbälten som de ibland även kallas har snabbkopplingar för att man lätt ska få loss kroken ifall en farlig situation skulle uppstå vid en kapsejsning. Liknande selar används av vindsurfare och kitesurfare.
En annan fördel med trapets är möjligheten för besättningen att röra sig för eller akterut för att med hjälp av kroppsvikten trimma båtens lov och fallgirighet eller för att minska dess tendens att dyka med fören vid undanvindssegling. Vissa båtklasser har fotstroppar fästa vid relingen för att förhindra att besättningsmedlemmar slungas framåt okontrollerat vid dykningar eller broachar när de hänger i trapetsen, om det händer kan det orsaka allvarliga personskador samt materialskada på rigg och skrov.